# Bertram Armytage

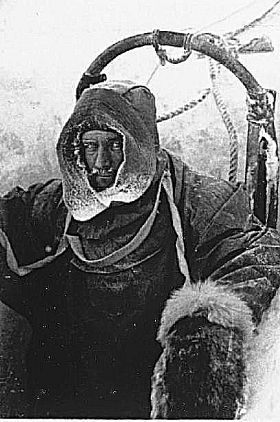
Bertram Armytage

Bertram Armytage (* 29. September 1869 in Geelong; † 12. März 1910 in Melbourne) war ein australischer Kavallerieoffizier und der erste in Australien geborene Polarforscher. Bekanntheit erlangte er durch seine Teilnahme an der Nimrod-Expedition (1907–1909) unter Ernest Shackleton in die Antarktis. Während dieser Forschungsreise leitete Armytage die sogenannte Westgruppe (engl. Western Party), die geologische Untersuchungen und geographische Vermessungsarbeiten im Gebiet des Ferrar-Gletschers und des Taylor Valley durchführte. Wenige Monate nach dem Ende der Expedition beging Armytage aus nicht eindeutig geklärten Beweggründen Suizid.

## Herkunft, Jugend und Familie

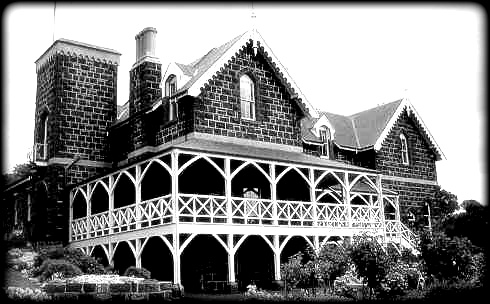
Das Anwesen Elcho in Geelong, auf dem Armytage geboren wurde

Bertram Armytage kam als jüngster von vier Söhnen des wohlhabenden Schafzüchters und Wollhändlers Frederick William Armytage (1838–1912) und dessen Ehefrau Mary Susan Armytage (gebürtige Staughton, 1836–1924) auf dem Anwesen Elcho am Stadtrand von Geelong unweit von Melbourne zur Welt. Die Vorfahren der Familie Armytage, deren Motto Semper Paratus (deutsch: Allzeit bereit) lautet, stammten ursprünglich aus Belgien. Bertrams Großvater George Armytage (1795–1862), ein Ingenieur aus London, war 1815 (nach anderer Quelle 1817) nach Australien ausgewandert.
Seine schulische Ausbildung absolvierte Bertram Armytage teils in Australien, teils in England. Zwischen 1882 und 1885 besuchte er die Grammar School seiner Heimatstadt Geelong, bevor er für zwei Jahre zur Church of England Grammar School in Melbourne ging. Schließlich wechselte er 1887 an das Jesus College im englischen Cambridge. Dort bestach er weniger durch seine schulischen als vielmehr durch seine sportlichen Leistungen beim Rudern. 1888 gewann Armytage als Mitglied einer Mannschaft des Jesus College das renommierte Head of the River Race auf der Themse. Überliefert ist zudem eine Nonstop-Kanutour über eine Strecke von rund 120 km, bei der Armytage vom Melbourner Hafen bis nach Geelong paddelte, dort sein Boot quer durch die Stadt zum Barwon River trug, flussabwärts bis zur Bass-Strait fuhr und nach Passage der wegen ihrer Gezeitenströmungen tückischen Buchteinfahrt The Rip die Port Phillip Bay in voller Nord-Süd-Ausdehnung zurück nach Melbourne querte.
Am 30. Januar 1895 heiratete Armytage die ein Jahr jüngere Blanch (genannt „Bon“) Watson (1870–1955), die wie er aus einer vermögenden australischen Viehzüchterdynastie stammte. Aus der Ehe ging eine 1906 geborene Tochter hervor.

## Laufbahn beim Militär

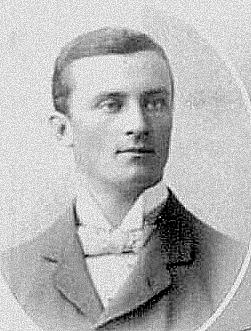
Armytage im Jahr 1894

Nach Abschluss seiner Schullaufbahn kehrte Armytage 1889 nach Australien zurück, wo er zeitweilig für einige Jahre als Verwalter auf der Schaffarm Wooloomanata in Victoria und einer weiteren in Queensland arbeitete, die beide zu den Besitzungen seines Vaters gehörten. Zudem hatte er kurz nach seiner Rückkehr aus England eine militärische Ausbildung bei der östlich von Geelong im Fort Queenscliff an der Port Phillip Bay stationierten Royal Victorian Field Artillery Brigade begonnen, die er bereits nach sechs Monaten im Rang eines Unterleutnants der Reserve abschloss. Nachfolgend gehörte er im Fort Queenscliff einem Reiterregiment an, das vorwiegend repräsentative Aufgaben übernahm, wie bei der bis dahin größten Militärparade in Australien anlässlich des 72. Geburtstags von Königin Victoria am 24. Mai 1891 in Melbourne. Wenige Wochen zuvor war Armytage Zeuge eines Unglücks gewesen, bei dem durch die Explosion eines Geschützes einige seiner Kameraden getötet und verletzt worden waren.
Während des Zweiten Burenkriegs (1899–1902) diente Armytage ab 1900 in Südafrika im Rang eines Second Lieutenant bei den 6th Dragoon Guards, einem Kavallerieregiment der British Army, und erhielt für seine Verdienste im April 1901 die Queen’s South Africa Medal mit drei Ordensspangen sowie im Februar 1902 die King’s South Africa Medal mit zwei Ordensspangen.

## Teilnahme an der Nimrod-Expedition
→ Hauptartikel: Nimrod-Expedition und deren Mannschaftsliste
Nach dem Ende des Burenkriegs kehrte Armytage 1902 erneut nach Australien zurück. Er quittierte seinen Dienst in der Armee und führte fortan das Leben eines Bonvivants. Die Erträge aus dem elterlichen landwirtschaftlichen Betrieb hatten ihm finanzielle Unabhängigkeit verschafft, durch die er sich vorwiegend seiner Obsession für sportliche Aktivitäten, der Leidenschaft für die Jagd und der Pflege gesellschaftlicher Beziehungen in der Upper Class von Melbourne widmen konnte. Zu seinem erweiterten intellektuellen Bekanntenkreis zählte unter anderen der bereits zu jener Zeit namhafte Tannatt William Edgeworth David, der als Professor für Geologie an der Universität von Sydney unterrichtete. Davids Vermittlung ermöglichte Armytage im Dezember 1907 die Teilnahme an der von Ernest Shackleton geleiteten Nimrod-Expedition in die Antarktis, bei der er zunächst als Hilfskraft ohne speziellen Aufgabenbereich vorgesehen war. Armytage erfuhr von Shackletons Zusage, während er sich zur Hirschjagd in Neuseeland aufhielt. Mit 38 Jahren war er gemeinsam mit dem fast 50-jährigen David und dem 42-jährigen Biologen James Murray (1865–1914) einer der älteren Expeditionsteilnehmer und neben David und dem Geophysiker Douglas Mawson einer von drei Australiern, die zur 15-köpfigen Landungsmannschaft gehörten.

### Basislager am Kap Royds

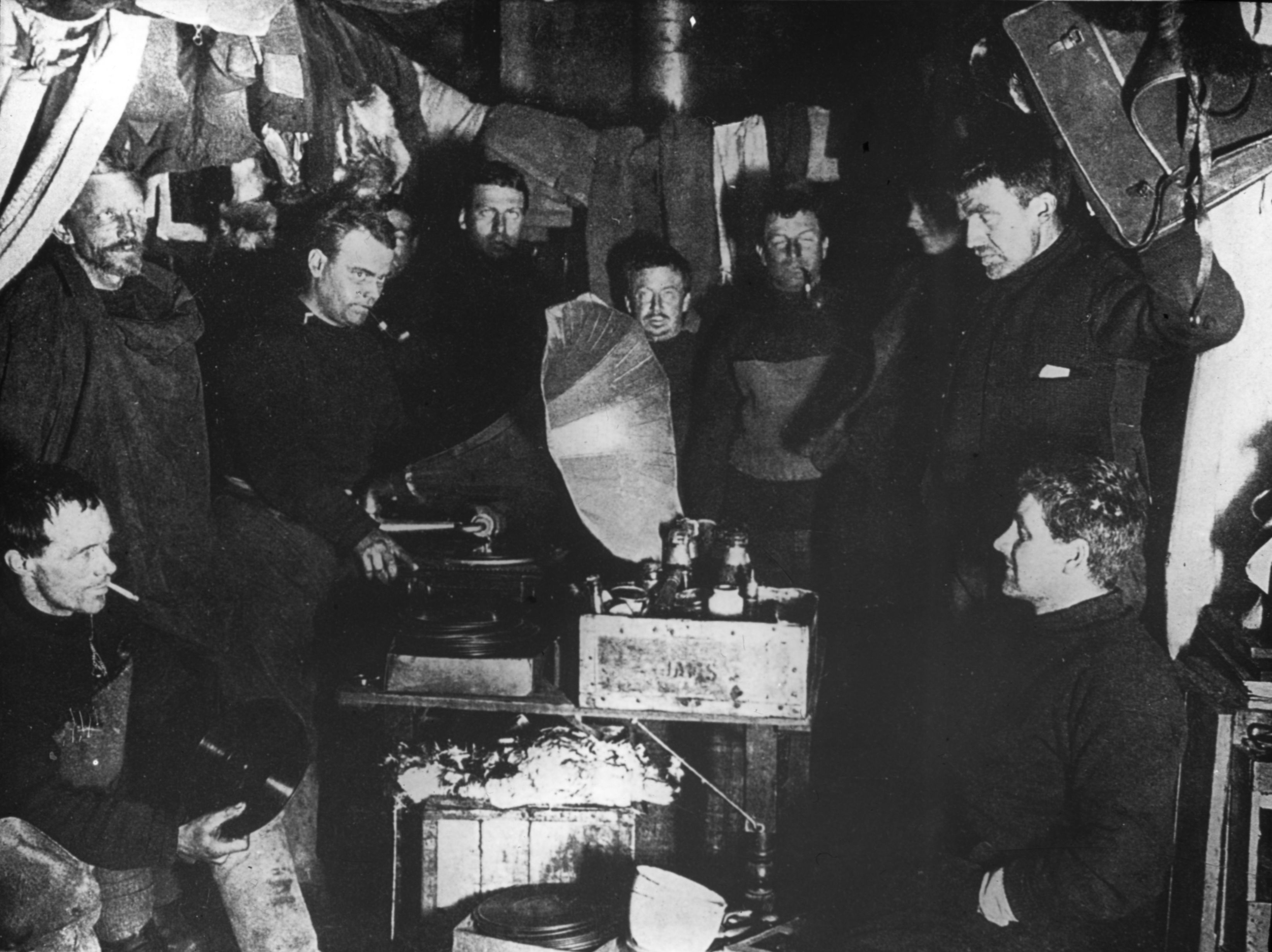
Armytage (ganz rechts stehend) mit anderen Expeditionsteilnehmern bei einer Grammophon-Veranstaltung in der Expeditionshütte am Kap Royds.

In einer frühen Einschätzung hatte Shackleton über Armytage geäußert, er sei „ein vortrefflicher Mann, gehorsam, zuverlässig und zu jeder Arbeit bereit… Er ist bei allen sehr beliebt, weil er ein Mann von Welt ist und die Art jüngerer Menschen kennt.“ Der Expeditionsleiter bezog sich dabei insbesondere auf Armytages Einsatz bei der mühevollen Errichtung des Basislagers am Kap Royds an der Westseite der Ross-Insel von Januar bis März 1908. In der Zeit danach mit Beginn des antarktischen Polarwinters jedoch zeigte sich Armytage kaum noch teamfähig und wirkte auf die anderen Expeditionsteilnehmer introvertiert, mürrisch und depressiv. Shackleton versuchte Einfluss auf ihn zu nehmen, in dem er anstelle des Assistenzgeologen Philip Brocklehurst ein gemeinsames Quartier mit Armytage in der Expeditionshütte bezog. Darüber hinaus übertrug er dem Australier die alleinige Verantwortung über die mitgeführten mandschurischen Ponys. Dies war ein hoher Vertrauensbeweis, da die Pferde als unentbehrlich beim Transport von Ausrüstung und Proviant für den geplanten Marsch zum geographischen Südpol galten und bereits vier der ursprünglich acht angelandeten Tiere durch den Verzehr von Vulkanasche, die sie zur Deckung des Salzbedarfs gefressen hatten, verendet waren.
Neben der Pflege der Ponys assistierte Armytage in den folgenden Wochen dem Biologen James Murray beim Dredgen vor Kap Royds, um das dortige Algenvorkommen zu untersuchen. Ferner gruben er und Murray einen etwa fünf Meter tiefen Erkundungsschacht bis auf den Grund eines zugefrorenen Süßwassersees nahe der Expeditionshütte. Armytage entkam nur knapp einer Katastrophe, als bei einem Abstieg in den Schacht unvermittelt große Wassermengen eindrangen und er zu ertrinken drohte.

### Anlage der Versorgungsdepots

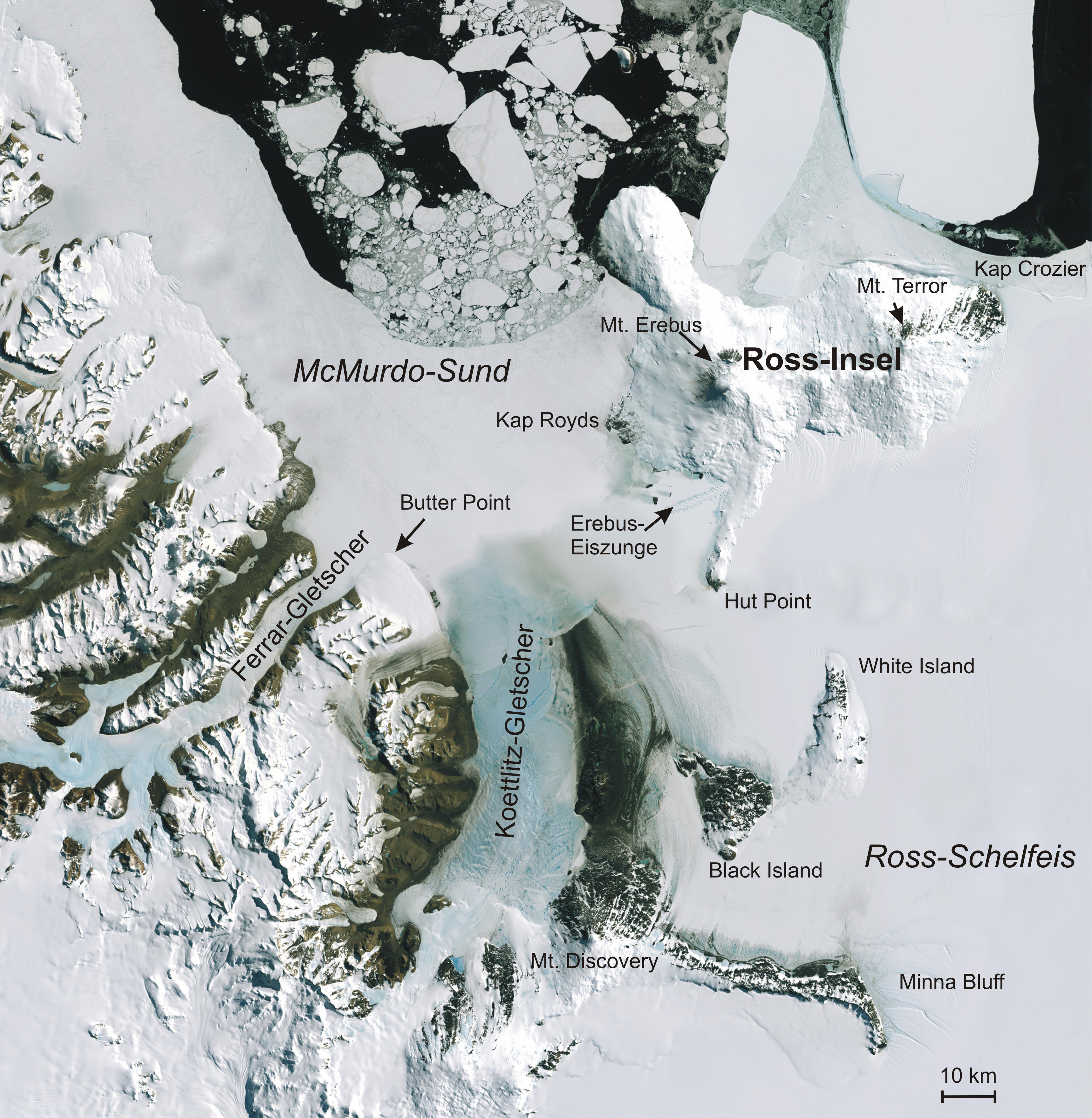
Zielgebiet der Nimrod-Expedition in der Antarktis

Am 12. August 1908 begann die Mannschaft mit der Anlage der Versorgungsdepots für den Südpolmarsch. Armytage, Shackleton und David brachen an diesem Tag über den zugefrorenen McMurdo-Sund zum alten Basislager der Discovery-Expedition (1901–1904) auf der Hut-Point-Halbinsel auf, das als vorgeschobener Stützpunkt dienen sollte. Das Wetter war mit Temperaturen von bis zu −49 °C jedoch noch zu kalt für die Ponys, so dass die drei Männer den Transportschlitten mühsam selbst ziehen mussten. Sie erreichten die Discovery-Hütte nach einer Wegstrecke von etwa 37 km zwei Tage später. Nach einem anschließenden Erkundungsgang von etwa 20 km weiter nach Süden über das Ross-Schelfeis hielt sie ein Schneesturm fünf Tage lang in der Discovery-Hütte gefangen. Armytage und seine beiden Begleiter nutzten die Zeit, das ungastliche Quartier für die nächsten Versorgungsmannschaften herzurichten. Erst am 22. August konnten sie sich auf den Rückweg zum Kap Royds begeben. Bis zum 13. Oktober folgten weitere Versorgungsmärsche, bei denen Ausrüstung und Proviant für 91 Tage zur Discovery-Hütte geschafft und ein großes Depot rund 200 km südlich von Kap Royds auf dem Schelfeis errichtet wurden.
Am 29. Oktober 1908 brach Ernest Shackleton gemeinsam mit Frank Wild, Jameson Adams, dem leitenden Expeditionsarzt Eric Marshall und den vier verbliebenen Ponys zum Südpolmarsch auf. Armytage gehörte einer fünfköpfigen Hilfsmannschaft an, die mit Hilfe des mitgeführten Expeditionsautos weiteres Material zur Discovery-Hütte brachte, dort bei der Versorgung der Pferde half und die Südgruppe (engl. Southern Party) bis zum 7. November auf der ersten Wegstrecke über das Ross-Schelfeis begleitete. Bereits seit dem 5. Oktober war die Nordgruppe (engl. Northern Party), bestehend aus David, Mawson und dem stellvertretenden Expeditionsarzt Alistair Mackay (1878–1914), zum antarktischen magnetischen Pol im nordöstlichen Viktorialand unterwegs. Armytage startete als Leiter der Westgruppe (engl. Western Party) gemeinsam mit den Geologen Raymond Priestley und Philip Brocklehurst am 1. Dezember 1908 zu einem Versorgungsmarsch für die Nordgruppe, bei dem die drei Männer rund 600 kg Proviant und Ausrüstung quer über den McMurdo-Sund zum Butter Point (77° 39′ S, 164° 14′ O), einer Landspitze im Mündungsbereich des Ferrar-Gletscher, schleppten. Dabei erkrankte Armytage schwer an Schneeblindheit.

### Erkundungsmarsch der Westgruppe

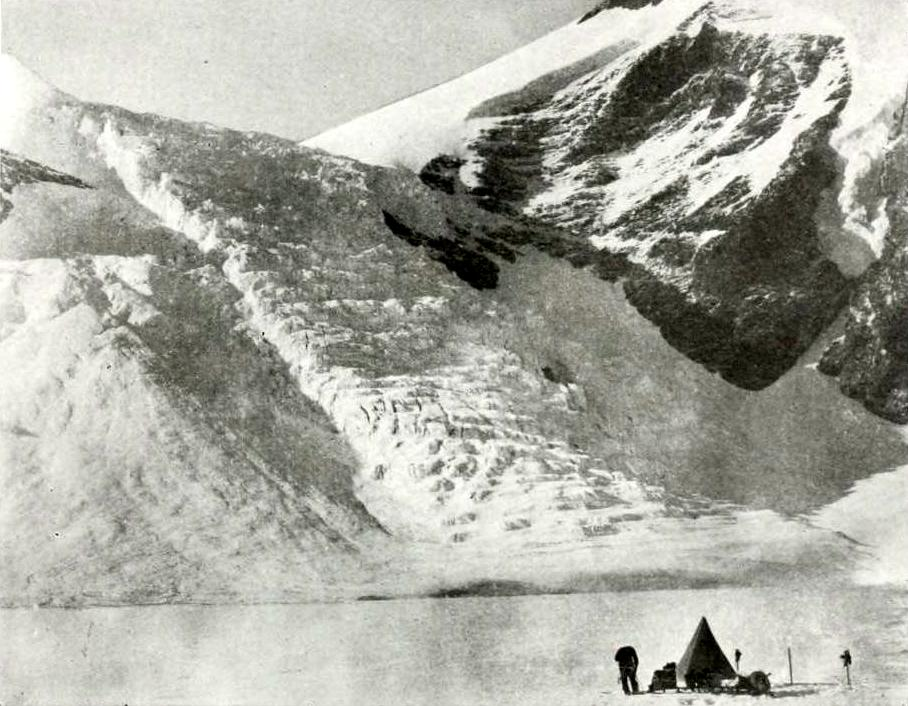
Lager der Westgruppe auf dem Ferrar-Gletscher am 28. Dezember 1908

Nachdem die Westgruppe am 7. Dezember 1908 ins Basislager zurückgekehrt war, brachen Armytage, Priestley und Brocklehurst zwei Tage später erneut zum Butter Point auf. Am 13. Dezember erreichten sie die sogenannten Strand Moraines (77° 45′ S, 164° 31′ O), Seitenmoränen des Koettlitz-Gletschers aus lockerem Geröll, die als Brutgebiet von Skuas bereits seit der Discovery-Expedition bekannt waren. Beim Einsammeln von Eiern wurde ein Teil der Ausrüstung, Vorratsbehälter und das Schlittengeschirr durch die Vögel in Mitleidenschaft gezogen.
Am 15. Dezember begann der mühsame und wegen Eisspalten gefahrvolle Aufstieg auf den Ferrar-Gletscher. Priestleys Suche nach Fossilien in den umliegenden Felsformationen blieb erfolglos. Am 19. Dezember errichteten sie ihr Lager in einer Höhe von etwa 700 Metern in der Nähe der Solitary Rocks (77° 47′ S, 161° 12′ O), auf die Robert Falcon Scott und dessen Begleiter im Oktober 1903 beim Aufstieg zum Polarplateau gestoßen waren. Die geographische Vermessung des Gebiets ergab, dass die von Scott angenommene Insellage der Felsen innerhalb des Gletschers falsch war und es sich in Wirklichkeit um eine Halbinselformation handelte. Am 24. Dezember stießen sie unweit der Solitary Rocks auf das ausgeblichene Skelett eines Krabbenfressers und fanden keine Erklärung, wie die Robbe vom Meer aus hierher gelangt sein konnte. Bei einem Aufstieg an der Flanke des 2300 m hohen Knobhead (77° 55′ S, 161° 32′ O) entdeckte Armytage in einer Höhe von etwa 1300 Metern grünfarbene Flechten. Die Absicht, über den Gletscher bis zum Depot-Nunatak (77° 45′ S, 160° 4′ O) und damit auf das Polarplateau vorzustoßen, gaben Armytage und seine beiden Begleiter wegen zu schlechten Wetters auf. Stattdessen begannen sie am 27. Dezember mit dem Rückweg zum Butter Point in der Hoffnung, dort auf die Nordgruppe zu stoßen. Nachdem sie bis zum 6. Januar 1909 vergeblich auf David, Mawson und Mackay gewartet hatten, unternahmen sie geologische Untersuchungen an den Strand Moraines und sammelten dort Gesteinsproben. Nach zwei Tagen kehrten sie erneut zum Butter Point zurück, doch abermals gab es keine Hinweise auf das Schicksal der Nordgruppe. Am 12. Januar brachen sie entlang der Küstenlinie nach Norden in das Gebiet der antarktischen Trockentäler auf. Im Mündungsgebiet des Taylor Valley stießen sie an einem Sandstrand bis etwa 20 Meter oberhalb des Spülsaums auf große Mengen von Jakobsmuschelschalen,  im angeschwemmten Schlick auf Überreste mariner Flohkrebse und entlang der Moränenhügel auf Robbenskelette. Vom 14. bis 24. Januar schlugen sie in Erwartung der Nordgruppe ihr Lager nochmals am Butter Point auf.
Am frühen Morgen des 24. Januar 1909 stellte Priestley fest, dass sich die Eisformation, auf der sich ihr Zelt befand, von der Küste abgelöst hatte und nach Norden auf das offene Meer zutrieb. Mehrere Versuche ans Festland zu gelangen, waren vergeblich. In seinem späteren Bericht an Shackleton schilderte Armytage, wie sie durch Schwertwale bedroht wurden, die durch Spalten in der Eisscholle zu ihnen vordrangen. Kurz vor Mitternacht desselben Tages bemerkte Armytage, dass sich ihr Floß auf eine stabile Eisfläche in Küstennähe zubewegte. Nachdem die drei Männer hastig ihre Ausrüstung zusammengepackt hatten, konnten sie sich auf diese Eisfläche retten, über sie ans Festland gelangen und schließlich am 25. Januar um drei Uhr morgens wieder ihr Lager am Butter Point erreichen. Am Nachmittag des 26. Januar kam die Nimrod in Sicht, die aus dem neuseeländischen Lyttelton für die Abholung der Expeditionsmannschaft in den McMurdo-Sund zurückgekehrt war, und Armytage machte mittels eines Heliographen auf die genaue Position der Westgruppe aufmerksam. Bevor Armytage, Priestley und Brocklehurst an Bord gingen, ließen sie Proviant und Brennstoff für die Nordgruppe zurück, von der immer noch jede Spur fehlte.

### Rettung der Nord- und Südgruppe

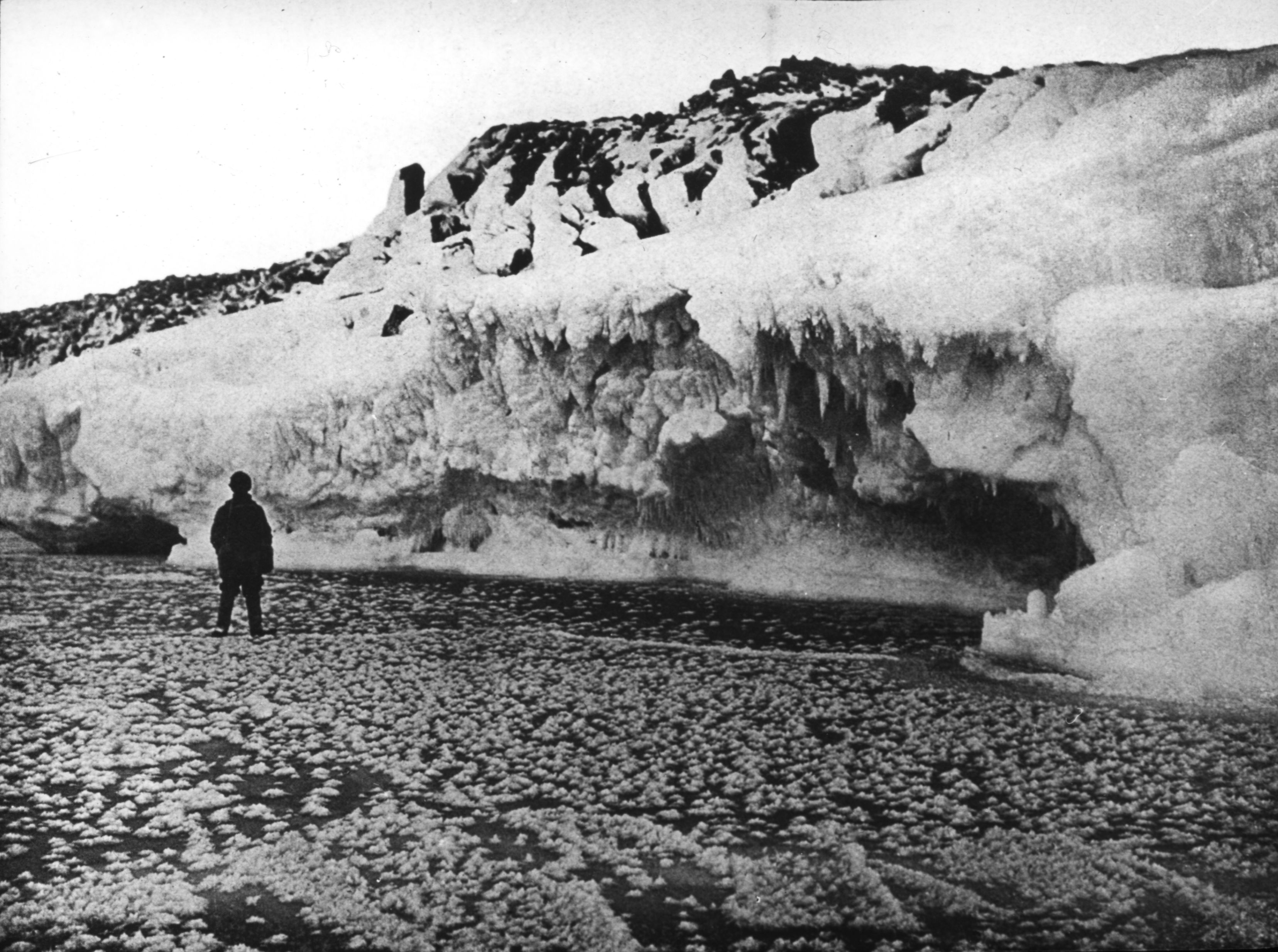
Armytage auf dem Meereis vor Kap Royds

Nach einigen Tagen Wartezeit, in denen das Schiff an der Eiszunge des Erebus-Gletschers zwischen Kap Royds und der Hut-Point-Halbinsel vertäut worden war, fuhr die Mannschaft, unter ihnen Armytage, auf der Suche nach der Nordgruppe mit der Nimrod entlang der Küstenlinie von Victorialand nach Norden. Schließlich wurden David, Mawson und Mackay am 4. Februar 1909 an der Küste des Relief Inlet (75° 13′ S, 163° 45′ O) nördlich des Drygalski-Gletschers entdeckt und an Bord genommen. Die Nordgruppe hatte den antarktischen magnetischen Pol bei 72° 15′ S, 155° 16′ O am 16. Januar 1909 erreicht. Die Südgruppe hingegen war beim Versuch, den geographischen Südpol zu erreichen, etwa 180 km vor dem Ziel aufgrund mangelhafter Ausrüstung, fehlendem Proviant und zunehmender Erschöpfung gescheitert. Nach einem mühsamen Rückweg hatten Shackleton und Wild Marshall und Adams in einem Lager nördlich des Depots am Minna Bluff zurückgelassen und einen eiligen Vorstoß zur Hutpoint-Halbinsel unternommen. Dort wurden sie am 1. März 1909 von den Männern auf der Nimrod entdeckt. Am 4. März schließlich waren auch Marshall und Adams an Bord, nachdem Shackleton eine vierköpfige Mannschaft zur Rettung der beiden Männer geleitet hatte. Zwischenzeitlich waren auch die Männer im Basislager am Kap Royds auf das Expeditionsschiff zurückgekehrt. Am 9. März schließlich machte sich die Expeditionsmannschaft mit der Nimrod nach einem vergeblichen Versuch, am Kap Adare weiter nach Westen vorzudringen, auf den Heimweg Richtung Neuseeland.

## Tod durch Suizid

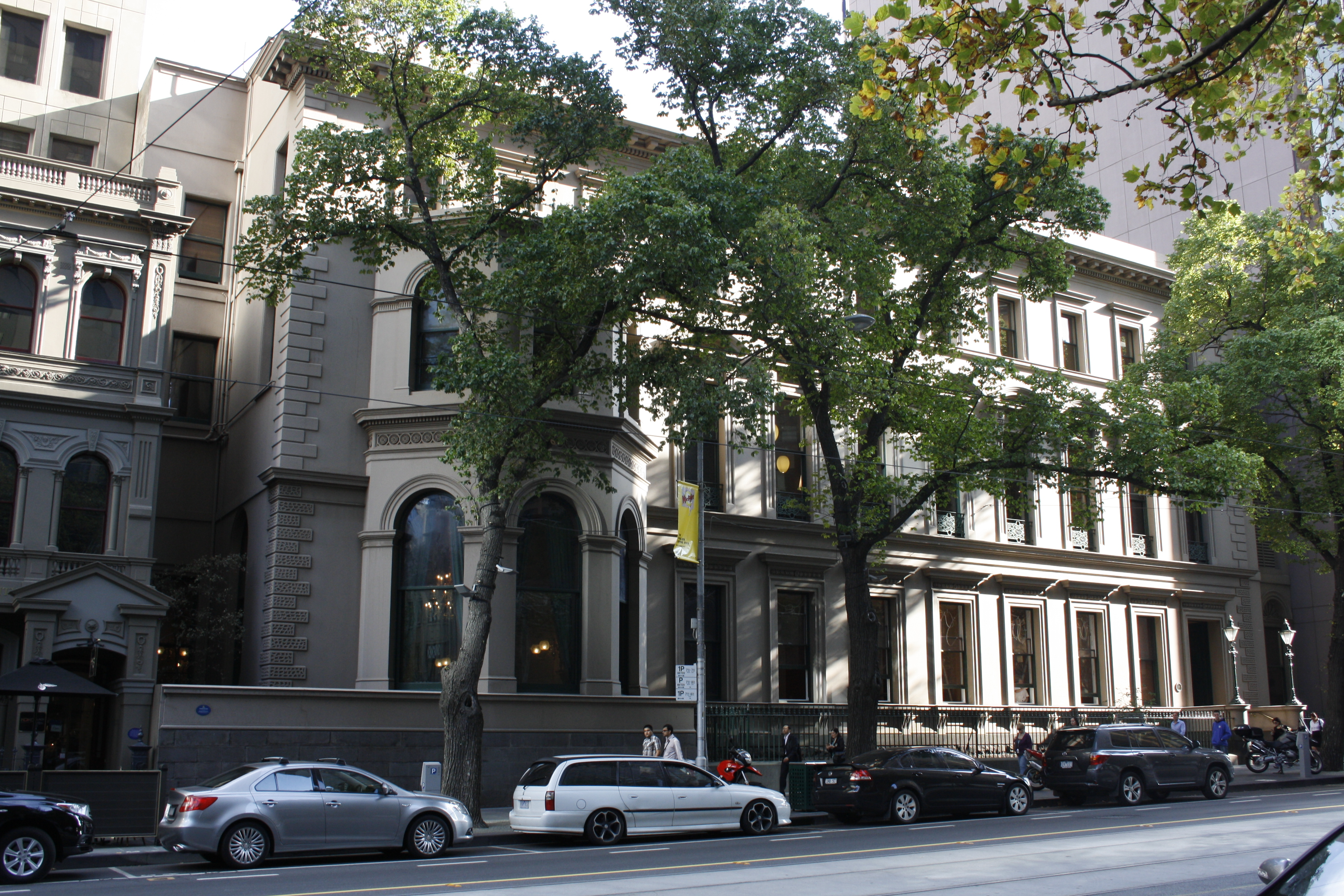
Gebäude des Melbourne Club, in dem Armytage am 12. März 1910 Suizid beging

Bertram Armytage begleitete Ernest Shackleton mit Frau und Tochter von Australien nach England, erhielt gemeinsam mit den anderen Teilnehmern der Landungsmannschaft die silberne Polarmedaille der Royal Geographical Society und war auch bei Shackletons Ritterschlag durch König Edward VII. am 13. Dezember 1909 zugegen. In London bewarb er sich um eine Stelle beim britischen Kriegsministerium, wurde jedoch trotz Fürsprache des Oberkommandierenden der Streitkräfte von New South Wales, Sir Edward Hutton (1848–1923), wegen seines Alters von inzwischen mehr als 40 Jahren abgelehnt. Im Januar 1910 fuhr er ohne Frau und Tochter wieder nach Melbourne, weil er sich nach Darstellung einer Lokalzeitung „offensichtlich danach sehnte, etwas Handfestes zu tun.“ Ein erhofftes Treffen mit Edgeworth David und Raymond Priestley in Sydney kam nicht zustande, da sich beide zu der Zeit nicht in der Stadt aufhielten.
Am 12. März 1910 schließlich begab sich Armytage in sein Zimmer im Gentlemen’s Club in der Collins Street in Melbourne. Gemäß der späteren Rekonstruktion der Ereignisse legte er dort seinen besten Abendanzug mit mehreren silbernen Orden an und stellte die anderen Orden für seine Verdienste in Afrika und in der Antarktis so auf, dass er sie sehen konnte. Danach breitete er die Tagesdecke vom Bett auf dem Fußboden aus, legte sich mit zwei Kissen unter dem Kopf darauf und schoss sich um 18:20 Uhr Ortszeit mit einem Revolver der Marke Colt in die Stirn.  Zwei Tage nach seinem Suizid wurde Armytage in der Familiengruft auf dem Boroondara General Cemetery im Melbourner Stadtteil Kew beerdigt. In einem Brief an Philip Brocklehurst schrieb Raymond Priestley:

„Wir [Priestley und David] waren entsetzlich verstört über den traurigen Tod des guten alten Armytage. […] Ganz offensichtlich bedrückte ihn der Gedanke, dass er in der Welt zu nichts nütze war. Er war ein eigenartiger Bursche, sehr in sich gekehrt und doch einer der Besten.“

In einem Abschiedsbrief an einen Freund hatte Armytage seine Absichten niedergeschrieben, ohne die genauen Beweggründe für seinen Suizid zu nennen. Ein vordergründiges Motiv war die Ablehnung durch das Kriegsministeriums. Armytages Biograf David Burke vermutet, dass eine außereheliche Beziehung seiner Frau Blanch der eigentliche Auslöser für die Tat gewesen ist. Der Historiker Beau Riffenburgh hält diese Annahme aufgrund fehlender Beweise für spekulativ.

## Nachwirkungen
Nach Bertram Armytage ist der 1855 m hohe Mount Armytage (76° 1′ S, 160° 50′ O), ein Berg in den Prince Albert Mountains des antarktischen Viktorialands, benannt.
Die University of Melbourne verleiht jährlich den Bertram Armytage Prize for Medicine and Surgery, den Armytages Mutter im Jahr 1920 stiftete.
Das Familienanwesen Como in South Yarra, auf dem Armytage in den 1880er Jahren einen Teil seiner Kindheit und Jugend verlebte, befindet sich seit 1959 im Besitz des National Trust of Australia (Victoria).
In der Sammlung des Melbourne Museum befindet sich ein Transportschlitten, den Bertram Armytage während der Nimrod-Expedition benutzt hat.
Der australische Autor David Burke (* 1927) veröffentlichte im Jahr 2009 unter dem Titel Body at the Melbourne Club die erste und bislang einzige Biographie über Bertram Armytage. Burkes Buch basiert im Wesentlichen auf Sekundärquellen und Interviews mit Familienmitgliedern, da Armytages Tagebücher und Korrespondenzen 1944 bei einem Brand verloren gingen, der das Familienanwesen in Cressy, Victoria zerstört hatte.

## Ergänzungen
1. ↑  Das Foto zeigt Armytage im Jahr 1908 während der Nimrod-Expedition beim Abstieg in einen Erkundungsschacht, der in das meterdicke Eis eines Süßwassersees in der Nähe des Basislagers gegraben worden war.
2. ↑  V. l. n. r.: Frank Wild, Edgeworth David, George Marston, Ernest Shackleton (verdeckt), Eric Marshall, William Roberts, Jameson Adams, Philip Brocklehurst (verdeckt), Bertram Armytage, Ernest Joyce.

| Personendaten    | Personendaten               |
| ---------------- | --------------------------- |
| NAME             | Armytage, Bertram           |
| KURZBESCHREIBUNG | australischer Polarforscher |
| GEBURTSDATUM     | 29. September 1869          |
| GEBURTSORT       | Geelong                     |
| STERBEDATUM      | 12. März 1910               |
| STERBEORT        | Melbourne                   |